# Dries Herpoelaert
Dries Herpoelaert (Lichtervelde, 1966) is sinds 2010 de tiende directeur van de Koninklijke Maatschappij voor Dierkunde Antwerpen.

## Opleiding
Herpoelaert studeerde in 1988 af als licentiaat Toegepaste Economische Wetenschappen aan de Universiteit Antwerpen.
Daarna werd hij doctoraatsstudent in de Financiële en Economische Wetenschappen aan de KU Leuven.

## Carrière
Na zijn studies werkte Herpoelaert onder andere voor de Generale Bank, later Fortisbank. Tussen 2004 en 2010 was hij algemeen directeur bij Music Hall NV, de uitbater van concertzalen zoals Vorst Nationaal in Brussel en het Capitole in Gent en de organisator van grote musicals.
In mei 2010 volgde Herpoelaert, Rudy Van Eysendeyk op als algemeen directeur van de Koninklijke Maatschappij voor Dierkunde Antwerpen (KMDA), het moederbedrijf van de ZOO Antwerpen, ZOO Planckendael, ZOO Serpentarium in Blankenberge, Natuurgebied De Zegge in Geel en het Elisabeth Center in Antwerpen.
Tot mei 2021 viel ook het Serpentarium te Blankenberge nog onder de hoede van de KMDA, maar als gevolg van de coronacrisis zag Herpoelaert zich genoodzaakt deze reptielenzoo definitief te sluiten. Het Serpentarium was pas eind 2008 deel geworden van de KMDA.